# Список округов Нью-Гэмпшира
Штат Нью-Гэмпшир включает в себя 10 округов. По данным за 2010 год население штата составляет 1 316 470 человека, таким образом средняя численность населения в округе составляет 131 647 человек. Площадь штата составляет 24 217 км², таким образом средняя площадь округа составляет 2422 км², а средняя плотность населения — 56,8 чел./км². Наиболее населённым округом является Хилсборо. В этом же округе самая высокая распределённая плотность населения. Наименее населённым округом является Коос, и в то же время он — наибольший по площади в штате и, как следствие, обладает наименьшей распределённой плотностью населения. Последний округ также единственный, чьё название происходит из языка коренных народов Америки. Самым маленьким по площади является округ Страффорд. Столица штата, город Конкорд, располагается в округе Мерримак.
По федеральному стандарту обработки информации (FIPS), каждый округ имеет пятизначный код. Он состоит из кода штата (33 для Нью-Гэмпшира) и трёхзначного кода округа. Ссылка с кода в таблице ведёт на страницу результатов переписи населения для каждого округа.

## Список округов
| Название  | FIPS | Окружной центр    | Основан | Образован из                        | Назван в честь | Население | Площадь  | Карта                           |
| --------- | ---- | ----------------- | ------- | ----------------------------------- | --- | --------- | -------- | ------------------------------- |
| Белнап    | 001  | Лакония           | 1840    | Мерримак и Страффорд                | Джереми Белнап (1744—1798), историк, издавший несколько книг о раннем периоде истории Нью-Гэмпшира                               | 60 088    | 1039 км² | Округ Белнап на карте штата.    |
| Графтон   | 009  | Норт-Хейверхилл   | 1769    | один из пяти первоначальных округов | Огастас Генри Фицрой, 3-й герцог Графтон (1735—1811), 11-й премьер-министр Великобритании (1768—1770)                            | 89 118    | 4439 км² | Округ Графтон на карте штата.   |
| Коос      | 007  | Ланкастер         | 1803    | Графтон                             | слово алгонкинского языка, означающее маленькую сосну                                                                            | 33 055    | 4665 км² | Округ Коос на карте штата.      |
| Карролл   | 003  | Оссипи            | 1840    | Страффорд                           | Чарльз Кэрролл III (1737—1832), последний остававшийся в живых подписавший Декларацию независимости США                          | 47 818    | 2419 км² | Округ Карролл на карте штата.   |
| Мерримак  | 013  | Конкорд           | 1823    | Хилсборо и Рокингхем                | река Мерримак | 146 445   | 2419 км² | Округ Мерримак на карте штата.  |
| Рокингхем | 015  | Брентвуд          | 1769    | один из пяти первоначальных округов | Чарльз Уотсон-Уэнтуорт, 2-й маркиз Рокингемский (1730—1782), девятый и 13-й премьер-министр Великобритании (1765—1766, 1782)     | 295 223   | 1800 км² | Округ Рокингхем на карте штата. |
| Салливан  | 019  | Ньюпорт           | 1827    | Чешир                               | Генерал Джон Салливан (1740—1795), третий и пятый губернатор Нью-Гэмпшира (1786—1788, 1789—1790).                                | 43 742    | 1391 км² | Округ Салливан на карте штата.  |
| Страффорд | 017  | Довер             | 1769    | один из пяти первоначальных округов | Уильям Уэнтуорт, 2-й граф Страффорд (1626—1695), английский граф, владелец колониальных земель                                   | 123 143   | 956 км²  | Округ Страффорд на карте штата. |
| Хилсборо  | 011  | Манчестер и Нашуа | 1769    | один из пяти первоначальных округов | Уиллс Хилл, 1-й маркиз Дауншир (1718—1793), известный в Америке как граф Хилсборо, первый статс-секретарь колоний Великобритании | 400 721   | 2269 км² | Округ Хилсборо на карте штата.  |
| Чешир     | 005  | Кин               | 1769    | один из пяти первоначальных округов | Графство Чешир в Англии | 77 117    | 1834 км² | Округ Чешир на карте штата.     |